# ConceptBase
ConceptBase ist ein deduktives und objektorientiertes Datenbankmanagementsystem basierend auf Datalog als Anfragesprache anstatt des sonst üblichen SQL.
Alle Fakten werden in einer uniformen Datenstruktur, den sogenannten P-Fakten, gespeichert. Neben faktischen Informationen können auch Regeln, Integritätsbedingungen und Anfragen definiert werden, um die Anwendungssemantik abzubilden.
Zurzeit wird ConceptBase hauptsächlich für die konzeptuelle Modellierung, Modelmanagement und für Metamodellierung eingesetzt.

## Geschichte
Basierend auf der Wissensrepräsentationssprache Telos startete die Entwicklung von ConceptBase im Jahre 1987 an der Universität Passau in Deutschland.
Im Jahr 1988 war der erste Prototyp fertig. Zwei Jahre später begann die Verteilung des Prototyps an akademische Institutionen. Seitdem wurde etwa alle zwei Jahre eine neue Version des Systems veröffentlicht. ConceptBase ist seit Sommer 2009 freie Software. Binär- und Quelldateien werden unter einer FreeBSD-artigen Lizenz bereitgestellt.
Der Name ConceptBase repräsentiert den Anspruch, nicht nur Daten zu speichern, sondern Konzepte. Zurzeit wird das System an der RWTH Aachen in Deutschland sowie an der Universität Skövde in den Schweden weiterentwickelt.

## Eigenschaften
- Alle Objekte in der Datenbank werden in einer einzigen Datenstruktur abgelegt, welche die Objektidentität manifestiert
- Objekte können graphisch oder auch textuell manipuliert werden
- Sowohl Daten als auch Klassen, Metaklassen, Metametaklassen usw. sind darstellbar
- Integritätsbedingungen, deduktive Regeln und Anfragen werden als Klassenattribute spezifiziert und können zu jeder Zeit geändert werden
- Anfrageklassen vereinen Klasseneigenschaft mit der logischen Spezifikation der Klassenzugehörigkeit